# Фалалеев, Роберт Фёдорович
Роберт Фёдорович Фалалеев (род. 30 июля 1938, деревня Шуравицы, Каменский район, Кировская область, РСФСР) — советский и российский спортсмен, Мастер спорта СССР и Заслуженный тренер РСФСР по велоспорту.

## Биография
После окончания школы Роберт Фёдорович был призван на службу на Военно-морской флот СССР. Тогда же и начал серьёзно приобщаться к занятиям физкультурой и спортом. Служил на Русском острове Дальнем Востоке. Занимался различными видами спорта: бокс, настольный теннис, лыжные гонки, плавание и т.д.
После демобилизации из флота переехал в Свердловск, где устроился работать на лифтостроительный завод. Был организатором спортивных команд рабочих завода. Закончил Свердловский техникум физической культуры.
Со временем увлёкся велоспортом. В 1962 году выполнил норматив Мастера спорта СССР, в следующем году был удостоен соответствующего звания. Лучший результат в соревнованиях – 4 место в чемпионате РСФСР в индивидуальной гонке на 50 км. В 1964 году устроился тренером в областной совет ДСО «Спартак». С 1967 года был главным тренером сборной команды Свердловской области по велоспорту и оставался на этом посту до 1987 года.
За время своей работы тренером подготовил более 40 мастеров спорта и 4 мастера спорта международного класса (Сергей Синицын, Пётр Трумгелер, Константин Банкин, Ромес Гайнетдинов).
В 1975 году был удостоен звания «Заслуженный тренер РСФСР по велосипедному спорту». В 1985 году его имя было внесено в Книгу Почёта Свердловского областного совета ДСО «Спартак».
В 1987 году стал заместителем директора учебно-спортивной базы ФСО «Динамо». В 1999 году был удостоен звания «Заслуженный работник физической культуры Российской Федерации».
Является судьёй всероссийской категории.